# Anker-Werke
Die Anker-Werke waren ein deutsches Unternehmen zur Herstellung von Nähmaschinen, Registrierkassen, Buchungsmaschinen, Kleinmotorrädern und Fahrrädern mit Sitz in der ostwestfälischen Stadt Bielefeld. 1876 unter der Firma Bielefelder Nähmaschinenfabrik Carl Schmidt gegründet, wurde das Unternehmen bald in Anker-Werke umbenannt. Nach dem Zweiten Weltkrieg begann 1948 der Wiederaufbau, wobei sich das Unternehmen auf die Büromaschinen- und Registrierkassenproduktion konzentrierte. Die Fahrrad- und Motorradproduktion wurde ausgelagert. 1976 meldete die Anker-Werke AG Konkurs an und wurde von dem britischen Hersteller Thomas Tilling gekauft. Nach verschiedenen Übernahmen, zuletzt durch den Software-Riesen Oracle im Jahr 2014, ist die wohl bekannteste Sparte von Anker, Kassen und kassennahe Produkte, seit 2015 wieder in Privatbesitz und ein eigenständiges Unternehmen, das weiter in Bielefeld sitzt.

## Geschichte
Carl Schmidt, seit 1867 Mitgründer und Mitinhaber der Nähmaschinenfabrik Dürkopp & Co., gründete 1876 das Unternehmen Bielefelder Nähmaschinenfabrik Carl Schmidt. Als Teilhaber nahm er im Juli 1878 Hugo Hengstenberg auf. Nun hieß das Unternehmen Bielefelder Nähmaschinenfabrik Carl Schmidt & Hengstenberg. 1883 schied Carl Schmidt nach einem verlorenen Prozess aus, 1884 trat dafür Robert Wittenstein ein, das Unternehmen wurde unter der Firma Bielefelder Nähmaschinenfabrik Hengstenberg & Co. neu gegründet, da die alte am 1. Februar 1884 erloschen war. Mitte 1895 erfolgte die Umwandlung in eine Aktiengesellschaft unter der Firma Bielefelder Nähmaschinen- und Fahrrad-Fabrik AG vorm. Hengstenberg & Co. Im Jahr 1901 wurde die erste Registrierkasse, genannt Modell 1 oder "schmales Handtuch", vorgestellt. Ab 1906 hieß das Unternehmen Anker-Werke AG vorm. Hengstenberg & Co., was mit einer Kapitalerhöhung einherging. Damit erschien erstmals der Name „Anker“. Das Markenzeichen des Unternehmens, der Anker, wurde fester Bestandteil des Namens. Die Anzahl der Mitarbeiter stieg von 1920 bis 1938 auf mehr als das Doppelte. In dieser Zeit war Anker auch europaweit größter Hersteller von Fahrrädern und Büromaschinen. Nach dem Zweiten Weltkrieg wurde das Unternehmen ab 1948 am alten Standort in Bielefeld wiederaufgebaut. Die Hauptgeschäftsfelder waren die ab 1901 gebauten mechanischen Registrierkassen sowie die ab 1912 gebauten Buchungsmaschinen. Die wiederaufgenommene Produktion von Fahr- und Motorrädern wurde zunächst nach Paderborn ausgelagert. 1957 wurde auch die Produktion der Nähmaschinen ausgegliedert und die Tochtergesellschaft Anker Nähmaschinen AG gegründet. Ein Jahr später erfolgte die Fusion mit dem Bielefelder Unternehmen Phoenix Nähmaschinen AG Baer & Rempel zur Anker-Phoenix Nähmaschinen AG, wobei die Anker-Werke die Aktienmehrheit hatte. 1966 wurde dieses neue Unternehmen in eine GmbH umgewandelt. In den 1970er-Jahren gelang die Umstellung der mechanischen Registrierkassen auf computergestützte Systeme nicht, sodass Anker – obwohl zweitgrößter Hersteller weltweit – im Jahr 1976 in Konkurs ging.
Reste des Unternehmens wurden aus der Insolvenz heraus an den britischen Hersteller Thomas Tilling verkauft. 2006 übernahm der IT-Anbieter Torex Retail Holdings Limited den letzten noch bestehenden Teil von Anker, die Anker Systems GmbH in Bielefeld. Mitte 2012 ging das Unternehmen Torex Retail Holdings auf Micros Systems über. Micros Systems wiederum wurde im Sommer 2014 von Oracle übernommen.
Im Sommer 2015 wurde Anker mit Hilfe von deutschen Privatinvestoren erfolgreich aus dem Oracle-Konzern herausgelöst und agiert heute als eigenständiger Hersteller von Kassensystemen.

### Produktion

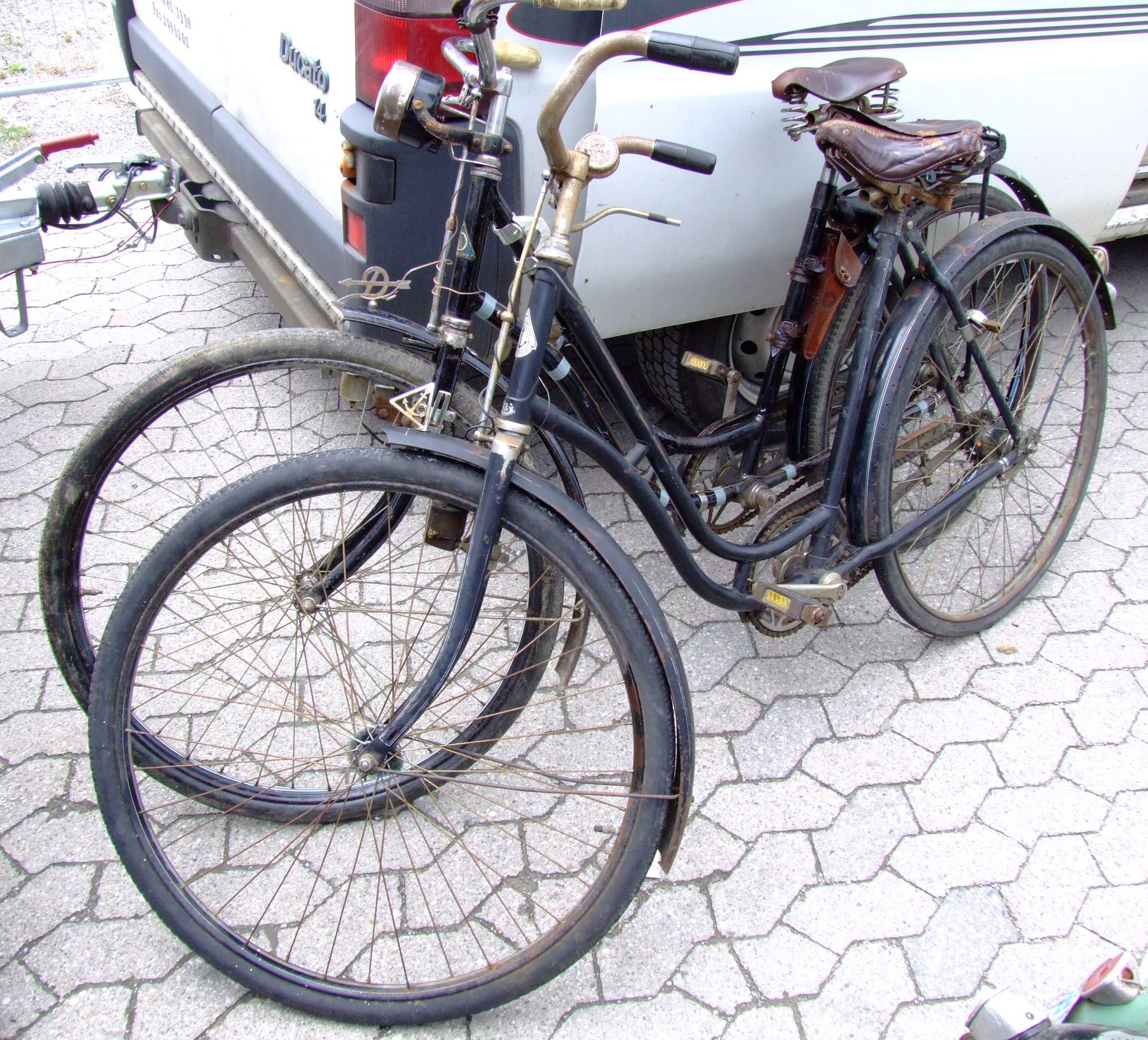
Anker-Werke Fahrrad

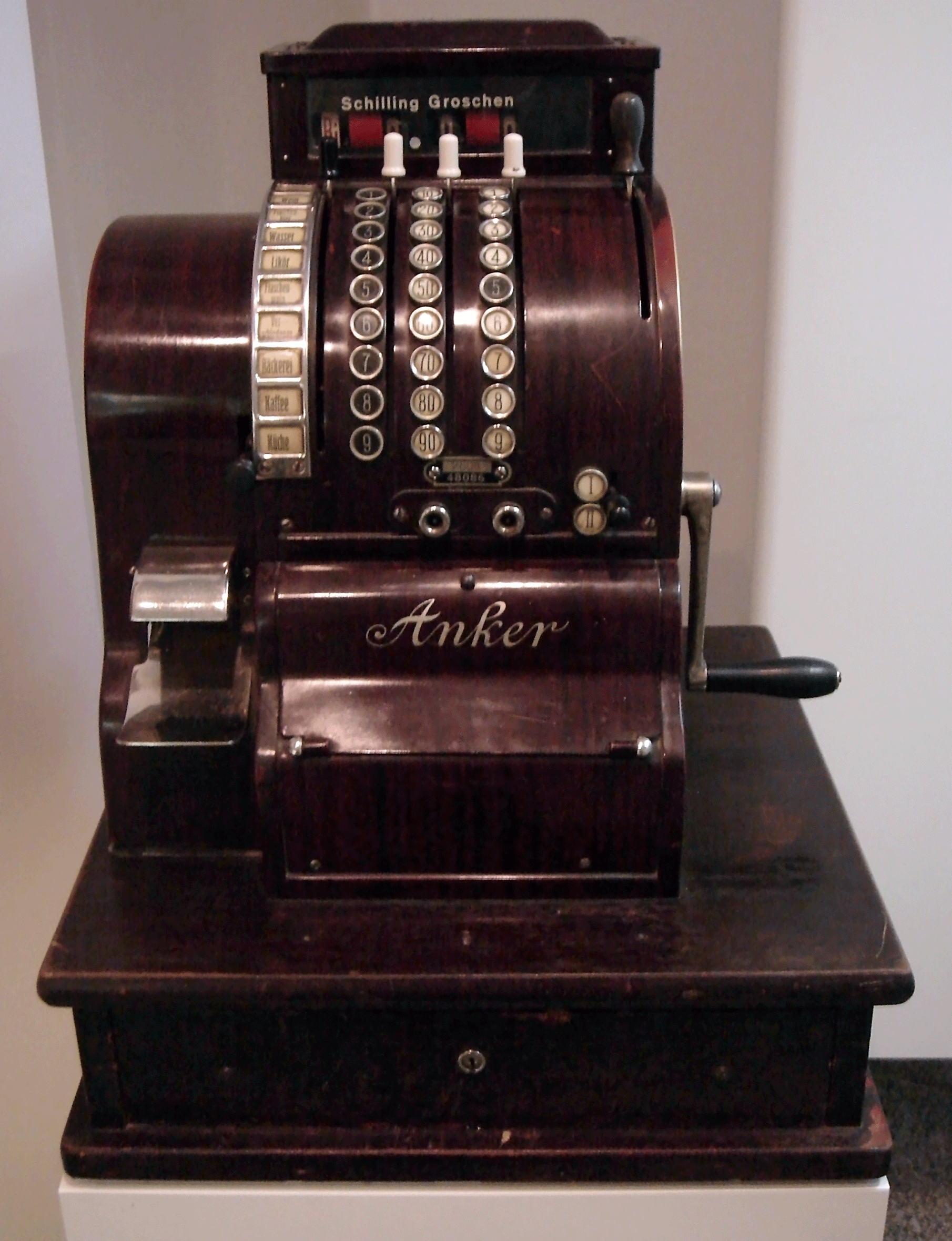
Registrierkasse, 1920er-Jahre (früher: Vorderkaiserfeldenhütte; heute: Alpines Museum München)

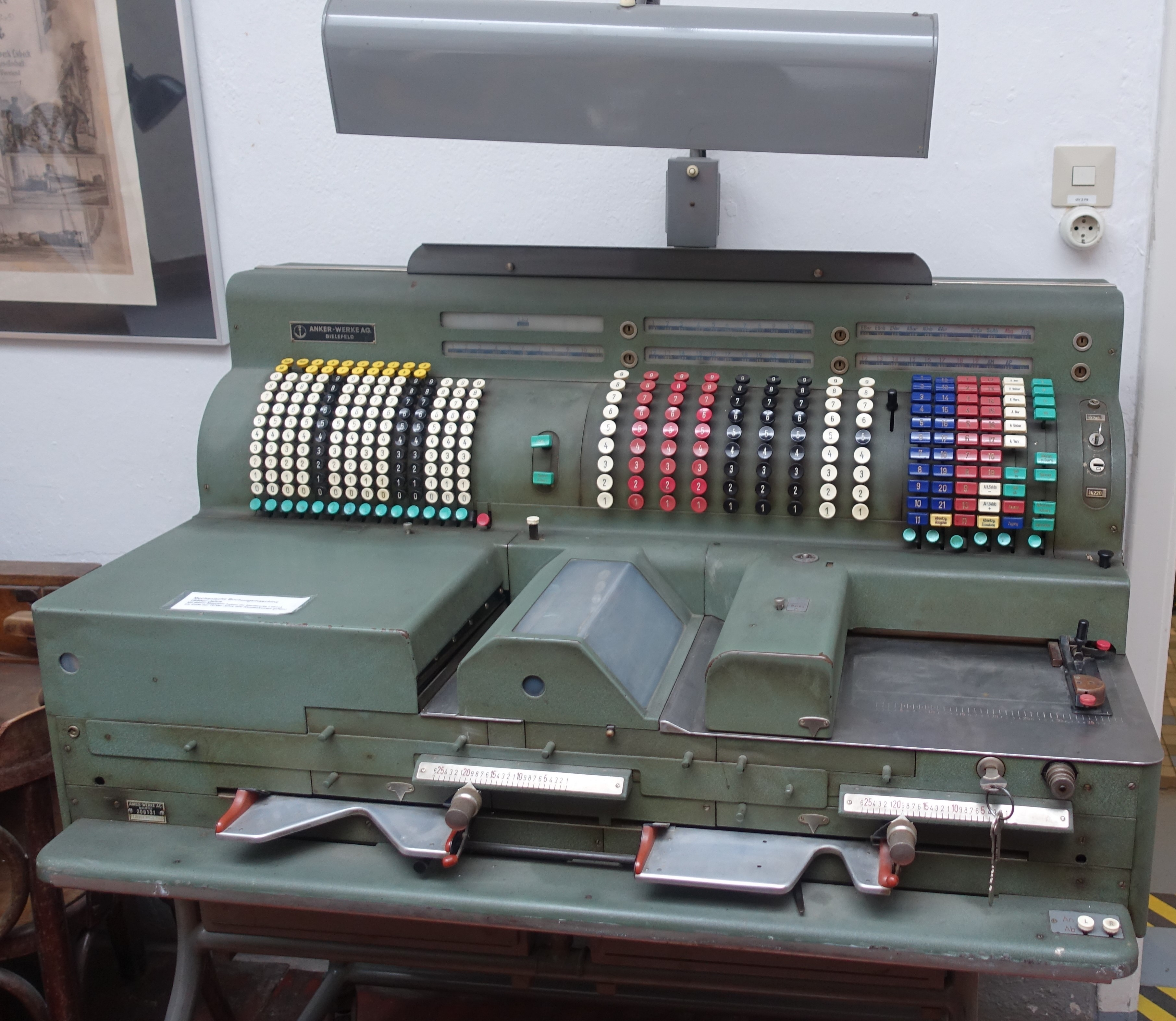
Elektromechanische Buchungsmaschine der 1950er Jahre wurde bis Ende der 1970er Jahre in den Stadtwerken Lübeck eingesetzt

Zunächst erfolgte eine Spezialisierung auf Nähmaschinen für Schuhmacher, später auf Lang- und Schwungschiffnähmaschinen. Ab 1894 wurden Fahrräder gebaut und von Beginn an unter der Marke „Anker“ verkauft. Um 1900 wurden die Schutzrechte zum Bau einer Registrierkasse gekauft und so der Grundstock eines neuen erfolgreichen Produktionszweigs gelegt, der 1912 um die Herstellung von Buchungsmaschinen erweitert wurde.
1902 begannen die ersten zögerlichen Versuche, ein leichtes Motorrad zu bauen. In ein Fahrgestell wurde ein 1,75 PS starker Fafnir-Motor eingebaut. Allerdings war der Motorradbau bei Weitem nicht so profitabel wie der Nähmaschinen- und Kassenbau, weshalb die Fertigung schnell aufgegeben wurde.
Erst 1930 begann erneut der Bau von Motorrädern. In einen verstärkten Fahrradrahmen wurde ein 74-cm³-Sachs-Zweitaktmotor mit 1,25 PS eingebaut. In den folgenden Jahren verbesserte Sachs den Motor, erhöhte den Hubraum auf 98 cm³ mit 2,25 PS. Anker verbesserte die Vorderradfederung mit dem Einbau der Tigergabel und löste die Felgenbremse durch eine Radnabenbremse im Vorderrad ab. Ab 1937 wurde die „Saxonette“ mit einem neuentwickelten 60 cm³-Sachs-Hinterradnabenmotor angeboten.
Schon in den 1920ern stellte Anker die ersten elektromechanischen Registrierkassen und Buchungsmaschinen her.
Die Produktion von Nähmaschinen wurde 1969 in Bielefeld eingestellt und die Anker Nähmaschinen AG verkauft.

### Nach dem Zweiten Weltkrieg
Mit Ausbruch des Zweiten Weltkriegs erlag die Fertigung ziviler Güter, doch bereits 1945 wurden wieder Fahrräder hergestellt.
1949 wurde das Tochterunternehmen Paderborner Maschinenbau-AG (PAMAG) auf dem Gelände des ehemaligen Paderborner Fliegerhorstes gegründet und die bis dahin stillliegende Fertigung von Motorrädern wieder aufgenommen.
Zuerst wurden die bewährten Motorfahrräder gebaut: die „Anker 660“ mit 98er Fichtel-&-Sachs-Motor und die stärkere „Anker 661“ mit 123-cm³-ILO-Motor. Die „Anker 662“ hatte den weiterentwickelten Fichtel-&-Sachs-Motor mit nun 3 PS und erhielt später eine Telegabel anstatt der Trapezfedergabel.
Die „Anker 665“ hatte den 147-cm³-Sachs-Motor mit 6,5 PS, ab 1952 gab es die „Anker 666“ mit 175er Motor von ILO oder von Fichtel & Sachs. Die stärkste Maschine war die „AS 200“ mit dem 11 PS starken ILO-Motor.
Wirtschaftliche Probleme zwangen Anker 1953, die PAMAG aufzulösen und die Zweiradfertigung an die Panther-Werke AG in Braunschweig abzugeben.
1976 meldete die Anker-Werke AG Konkurs an.

### Nachfolgeunternehmen

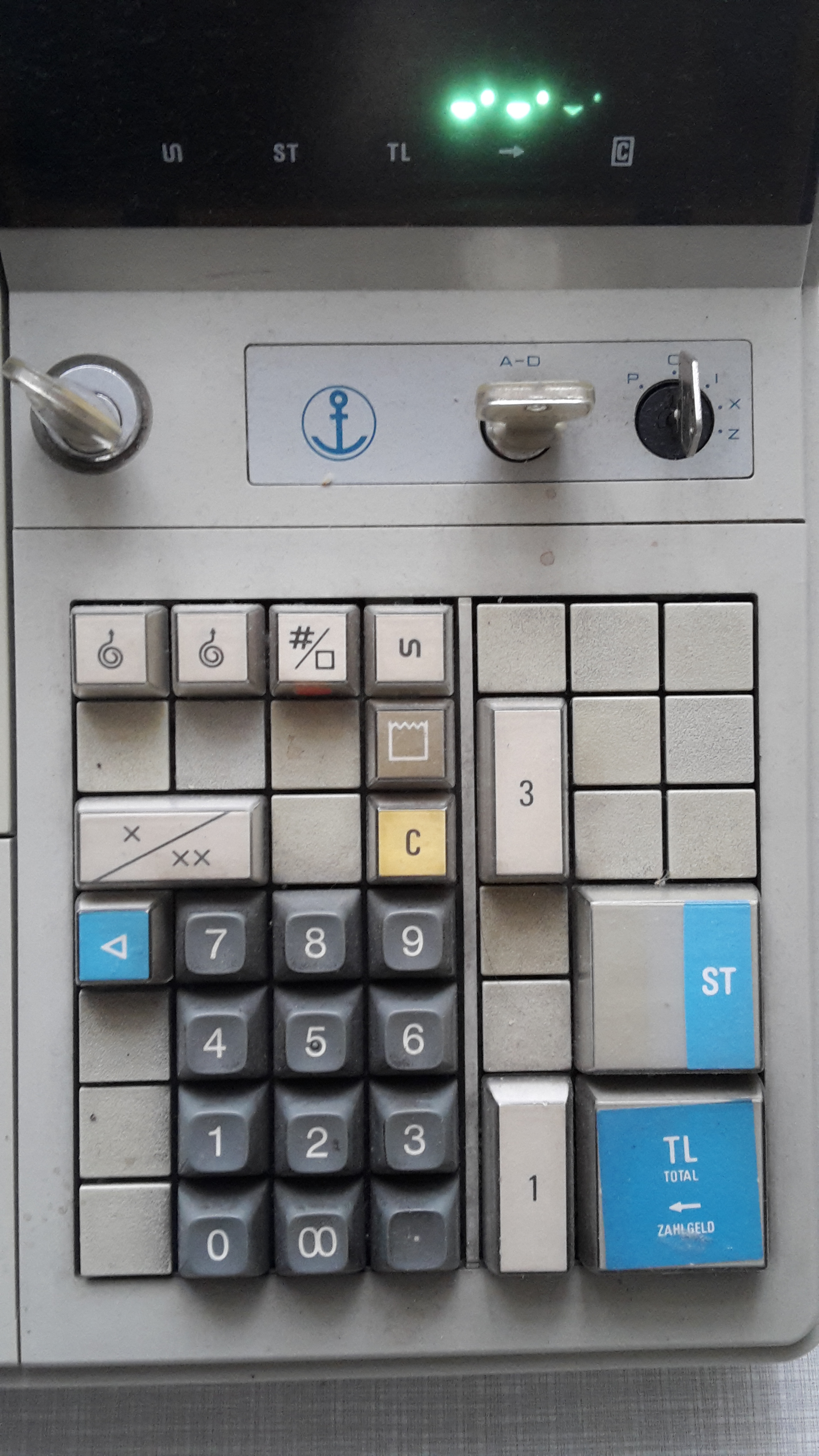
Elektronische Registrierkasse ADS Anker System 25 aus den 1980er Jahren

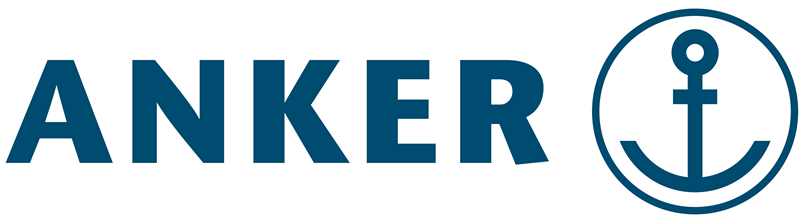
Aktuelles Logo der Anker Kassensysteme GmbH

Aus dem Konkurs heraus wurde das Unternehmen 1976 von dem britischen Hersteller Thomas Tilling gekauft, der seinerseits 1983 von BTR übernommen wurde. BTR verkaufte es wiederum 1995. 1996 akquirierte Anker GPI und wurde restrukturiert und firmierte fortan unter Anker BV (Niederlande), behielt aber den Sitz in Großbritannien. 1999 akquirierte Anker OMRON und die Riva Group PLC.
In Deutschland wurde 2006 die Tochtergesellschaft Anker Systems GmbH (Bielefeld), die als Auffanggesellschaft aus dem Konkurs gegründet worden war, von dem britischen Unternehmen Torex Retail PLC akquiriert und gehörte gemeinsam mit der Torex Retail Solutions GmbH, Berlin und der Torex Retail Workforce Management Solutions GmbH, Ritterhude zu Torex Retail Deutschland.
2007 wurde der gesamte Konzern von dem Finanzinvestor Cerberus Capital Management durch die neu gegründete Torex Retail Holdings Limited übernommen. Mitte 2012 erfolgte die Übernahme durch Micros Systems. Micros Systems wiederum wurde im Sommer 2014 von Oracle übernommen.
Im Sommer 2015 wurde Anker mit Hilfe von deutschen Privatinvestoren erfolgreich aus dem Oracle-Konzern herausgelöst. Die Anker Kassensysteme GmbH agierte fortan als eigenständiger Hersteller von Komponenten für den Point of Sale mit 70 Mitarbeitern am alten Standort Bielefeld am Werkering. Anfang 2019 erfolgte schließlich der Umzug an die Striegauer Straße in Bielefeld. Zum heutigen Produktportfolio gehören hochwertige Geldschubladen, Geldkassetten, Komponentenhalterungen für Kartenterminals, Kassenladen und mehr, produziert und entwickelt in Bielefeld mit weltweitem Vertrieb.

## Motorräder

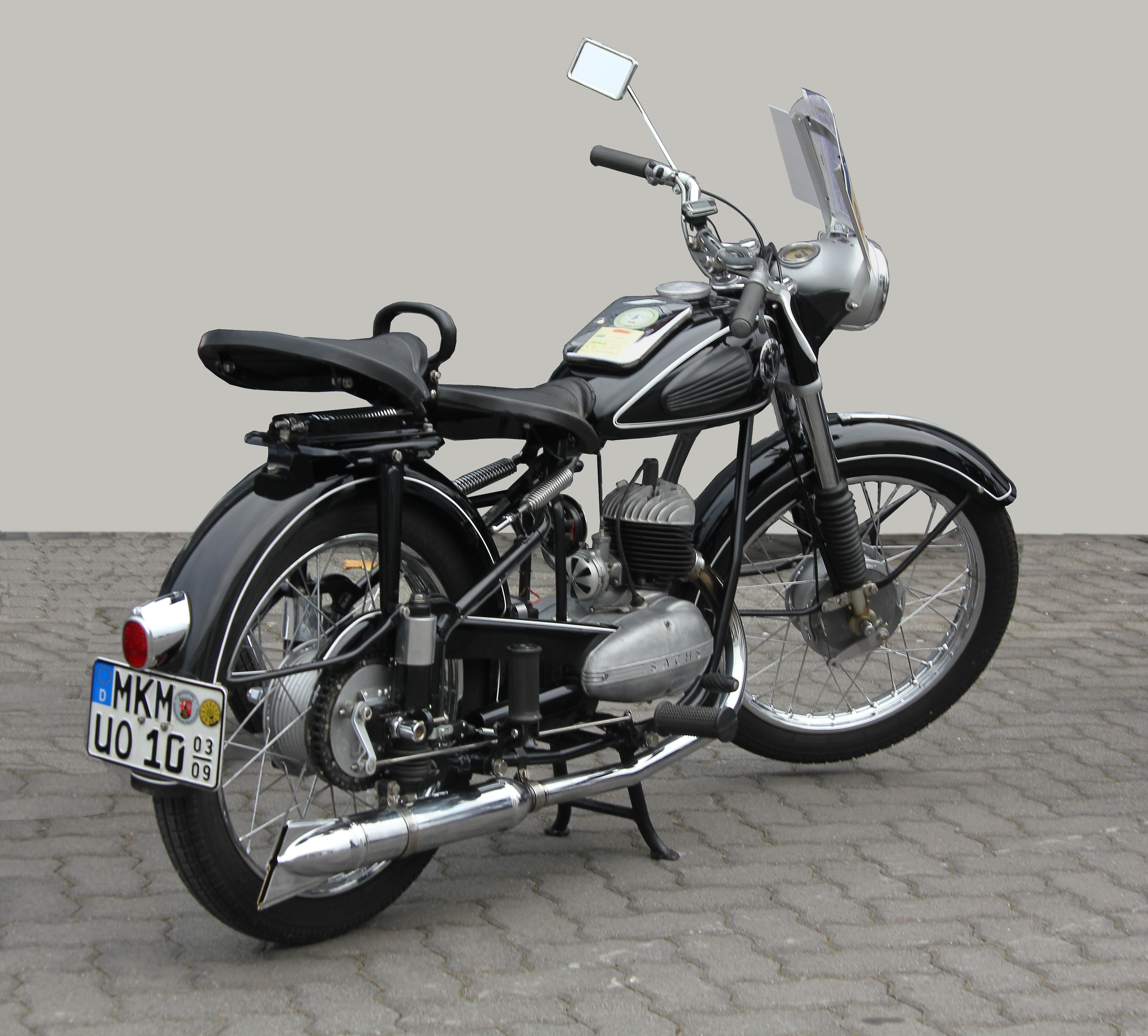
Anker 665, Baujahr 1952, mit 150-cm³-Sachsmotor

- Motorrad (1902–03) (1,75 PS Fafnir Motor)
- Motorfahrrad Herren/Damen (1930–35) (1 Zyl., 2-Takt von Fichtel & Sachs, 74 cm³, 1,25 PS)
- Motorfahrrad Herren/Damen (1934–40) (1 Zyl., 2-Takt von Fichtel & Sachs, 98 cm³, 2,25 PS)
- Saxonette (1938–40) (1 Zyl., 2-Takt von Fichtel & Sachs, 60 cm³, 1,2 PS)
- 660 (1948–50) (1 Zyl., 2-Takt von Fichtel & Sachs, 98 cm³, 2,25 PS)
- 662 (1950–52) (1 Zyl., 2-Takt von Fichtel & Sachs, 98 cm³, 3 PS)
- 662A (1951–53) (1 Zyl., 2-Takt von Fichtel & Sachs, 98 cm³, 3 PS)
- 661 (1949–52) (1 Zyl., 2-Takt von ILO, 123 cm³, 5 PS)
- 665 (AS 150) (1951–53) (1 Zyl., 2-Takt von Fichtel & Sachs, 147 cm³, 6,5 PS)
- 666 (AS 175) (1952–53) (1 Zyl., 2-Takt von ILO, 174 cm³, 8,5 PS oder von Fichtel & Sachs, 174 cm³, 9,5 PS)
- AS 200 (1953) (1 Zyl., 2-Takt von ILO, 198 cm³, 11 PS)